# Exocentrus leucosticticus
Exocentrus leucosticticus là một loài bọ cánh cứng trong họ Cerambycidae.